# Montecastrilli
Montecastrilli is een gemeente in de Italiaanse provincie Terni (regio Umbrië) en telt 4888 inwoners (31-12-2004). De oppervlakte bedraagt 62,4 km², de bevolkingsdichtheid is 78 inwoners per km².
De volgende frazioni maken deel uit van de gemeente: Farnetta, Collesecco, Castel dell'Aquila, Casteltodino.

## Demografie
Montecastrilli telt ongeveer 1830 huishoudens. Het aantal inwoners steeg in de periode 1991-2001 met 6,2% volgens cijfers uit de tienjaarlijkse volkstellingen van ISTAT.
| Jaar | Inwoneraantal |
| ---- | ------------- |
| 1991 | 4350          |
| 2001 | 4620          |

## Geografie
De gemeente ligt op ongeveer 391 m boven zeeniveau.
Montecastrilli grenst aan de volgende gemeenten: Acquasparta, Amelia, Avigliano Umbro, Guardea, Narni, San Gemini, Terni.